# Linkkajärvi
Linkkajärvi är en sjö i Överkalix kommun i Norrbotten och ingår i Kalixälvens huvudavrinningsområde. Sjön är 11,5 meter djup, har en yta på 0,0947 kvadratkilometer och befinner sig 167,1 meter över havet.
Sjön ingår i naturreservatet Iso Linkavaara.

## Delavrinningsområde
Linkkajärvi ingår i det delavrinningsområde (742491-178152) som SMHI kallar för Ovan VDRID = 742219-178387 i Ängesåns vattendrags*. Medelhöjden är 142 meter över havet och ytan är 33,18 kvadratkilometer. Räknas de 257 avrinningsområdena uppströms in blir den ackumulerade arean 3 688,99 kvadratkilometer. Ängesån (Liinajoki) som avvattnar avrinningsområdet har biflödesordning 2, vilket innebär att vattnet flödar genom totalt 2 vattendrag innan det når havet efter 131 kilometer. Avrinningsområdet består mestadels av skog (71 procent) och sankmarker (16 procent). Avrinningsområdet har 1 kvadratkilometer vattenytor vilket ger det en sjöprocent på 3 procent.